# Stornäbbad trädklättrare
Stornäbbad trädklättrare (Xiphocolaptes promeropirhynchus) är en fågel i familjen ugnfåglar inom ordningen tättingar.

## Utseende
Stornäbbad trädklättrare är en mycket stor trädklättrare med lång och mycket kraftig grå näbb. Ovansidan är brun, med rostrött på vingar och stjärt. Undersidan är ljusare beigebrun. På huvud och bröst syns relativt begränsat med tunna ljusa streck. 

## Utbredning och systematik
Stornäbbad trädklättrare är vida spridd i Central- och Sydamerika. Arten delas in fyra grupper av hela 25 underarter med följande utbredning:
- emigrans-gruppen
  - Xiphocolaptes promeropirhynchus omiltemensis – subtropiska sydvästra Mexiko (Sierra Madre del Sur i Guerrero)
  - Xiphocolaptes promeropirhynchus sclateri – sydöstra Mexiko (se San Luis Potosí, västra Veracruz och norra Oaxaca)
  - Xiphocolaptes promeropirhynchus emigrans – södra Mexiko (Chiapas) till norra och centrala Nicaragua
  - Xiphocolaptes promeropirhynchus costaricensis – högländer i centrala Costa Rica och sydvästra Panama (Chiriquí)
  - Xiphocolaptes promeropirhynchus panamensis – bergstrakter i Stillahavssluttningen i södra Panama (Veraguas)
- promeropirhynchus-gruppen
  - Xiphocolaptes promeropirhynchus sanctaemartae – norra Colombia (Sierra Nevada de Santa Marta)
  - Xiphocolaptes promeropirhynchus rostratus – låglandet i norra Colombia (Córdoba och Bolívar)
  - Xiphocolaptes promeropirhynchus fortis – endast känd från ett exemplar med okänt ursprung
  - Xiphocolaptes promeropirhynchus virgatus – centrala Andernas västsluttning i Colombia österut till Magdalenafloden
  - Xiphocolaptes promeropirhynchus promeropirhynchus – östra Andernas västsluttning i Colombia och Anderna i västra Venezuela
  - Xiphocolaptes promeropirhynchus procerus – bergen i norra och centrala Venezuela
  - Xiphocolaptes promeropirhynchus macarenae – västra delen av centrala Colombia (Macarenabergen och foten av centrala Anderna)
  - Xiphocolaptes promeropirhynchus neblinae – tepuier i södra Venezuela (Cerro de la Neblina och närliggande Brasilien)
  - Xiphocolaptes promeropirhynchus tenebrosus – tepuier i sydöstra Venezuela och närliggande Guyana
  - Xiphocolaptes promeropirhynchus ignotus – subtropiska och tempererade Anderna i Ecuador
  - Xiphocolaptes promeropirhynchus crassirostris – foten av Anderna i Ecuador (El Oro och Loja) till nordvästra Peru
  - Xiphocolaptes promeropirhynchus compressirostris – tempererade områden i Anderna i norra Peru (Cajamarca, Amazonas, San Martín)
  - Xiphocolaptes promeropirhynchus phaeopygus – tempererade områden i Anderna i centrala Peru (Junín)
  - Xiphocolaptes promeropirhynchus lineatocephalus – Anderna från sydöstra Peru (Cusco) till centrala Bolivia
- orenocensis-gruppen
  - Xiphocolaptes promeropirhynchus solivagus – övre tropiska östra bergskedjan i Peru (Junín och norra Huanuco))
  - Xiphocolaptes promeropirhynchus orenocensis – tropiska områden från Colombia till Venezuela, östra Ecuador, östra Peru och näraliggande nordvästra Brasilien
  - Xiphocolaptes promeropirhynchus berlepschi – tropiska områden i västra Brasilien söder om Rio Solimões öster till Rio Madeira)
  - Xiphocolaptes promeropirhynchus paraensis – centrala Amazonområdet i Brasilien (Rio Madeira söder om Amazonfloden till norra Mato Grosso)
  - Xiphocolaptes promeropirhynchus obsoletus –  lågland i norra och östra Bolivia (La Paz till Santa Cruz)
- Xiphocolaptes promeropirhynchus carajaensis – Amazonas i Brasilien mellan Xingu och Tocantins / Araguaia

Underarterna rostratus och ignotus inkluderas ofta i fortis respektive nominatformen.

## Levnadssätt
Stornäbbad trädklättrare hittas i bergsbelägna städsegröna skogar och skogar med inslag av tall och ek. Lokalt kan den också ses i låglänta områden. Fågeln födosöker huvudsakligen i skogens mellersta och övre skikt, utmed tjocka stammar och grenar och ofta i stora bromelior. Den slår ofta följe med artblandade kringvandrande flockar som innehåller trupialer och skrikor. 

## Status och hot
Arten har ett stort utbredningsområde, men tros minska i antal, dock inte tillräckligt kraftigt för att den ska betraktas som hotad. Internationella naturvårdsunionen IUCN listar arten som livskraftig (LC). Beståndet uppskattas till i storleksordningen 50 000 till en halv miljon vuxna individer.